# Leptotarsus (Habromastix) bulburinensis
Leptotarsus (Habromastix) bulburinensis is een tweevleugelige uit de familie langpootmuggen (Tipulidae). De soort komt voor in het Australaziatisch gebied.